# Mehmet Göker
Mehmet Ercan Göker (* 2. April 1979 in Kassel) ist ein deutsch-türkischer Unternehmer. Er gründete im April 2003 in Kassel das Unternehmen MEG. Das Unternehmen wurde 2009 von der Aragon AG übernommen, über deren Vermögen nach kurzer Zeit das Insolvenzverfahren eröffnet wurde.

## Leben und Beruf
Göker machte eine Ausbildung zum Versicherungskaufmann bei der DKV. 2003 gründete er das Einzelunternehmen MEG Versicherungsspezialist e. K. für Maklergeschäfte mit Versicherungs- und Bausparverträgen. Früh arbeitete er mit selbstständigen Vermittlern zusammen, Ende 2005 hatte die MEG e. K. 40 Mitarbeiter. 2006 gründete er die MEG AG, Ende des Jahres hatte die Gesellschaft 150 Mitarbeiter. Nach der Insolvenz der Aragon AG und mehreren Verfahren gegen ihn wurde 2012 ein internationaler Haftbefehl gegen Göker ausgeschrieben. Er setzte sich in die Türkei ab, um sich seiner Verhaftung zu entziehen. Göker verfügt über die türkische Staatsangehörigkeit.
Im August 2014 wurde durch die Presse bekannt, dass Göker von der Türkei aus wieder auf dem deutschen Versicherungsmarkt aktiv ist.
Nach Recherchen des NDR von Anfang 2021 wird Gökers neue Masche über die „Finanz Check Rhein-Main GmbH“ umgesetzt. Sein Geschäftsmodell basiert auf einem Vertriebssystem namens „Göker-Konzept“. Er schult seine Mitarbeiter auf missbräuchliche Vertriebsmethoden, bei denen telefonisch per Kaltakquise „Tarifoptimierungen“ zu Krankenversicherungen verkauft werden. Göker selbst wolle baldmöglichst nach Deutschland zurückkehren.

## Anklagen und Prozesse
Im September 2007 fanden eine Razzia bei MEG AG sowie Ermittlungen wegen des Verdachts der Steuerhinterziehung und der Beitragsvorenthaltung gegen Göker statt. Anfang August 2008 führte dies zu einer Anklage und Verurteilung Gökers zu einer Geldstrafe von 720.000 Euro in Tagessätzen. Der Vorwurf lautete, Göker habe keine Sozialabgaben für seine scheinselbstständigen Versicherungsvermittler abgeführt. Das Kasseler Landgericht sah den Verdacht bestätigt und Göker musste umfangreiche Nachzahlungen leisten.
Die Staatsanwaltschaft ermittelte im November 2009 erneut gegen Göker wegen des Verdachts der Untreue und Insolvenzverschleppung. Ab Februar 2010 folgten Ermittlungen wegen Verrats von Geschäftsgeheimnissen durch die Kasseler Staatsanwaltschaft. Diese ließ im November 2010 17 Büros und Wohnungen durchsuchen. Es bestand der Verdacht, Göker verkaufe immer noch private Krankenversicherungen über Strohmänner. Göker soll dafür bestehende Datensätze der MEG, die Adressen von potenziellen Interessenten und Stammkunden enthalten, genutzt haben. Die Kasseler Staatsanwaltschaft stellte die Vermutung an, Göker habe sich diese Datensätze nach der MEG-Insolvenz zu Unrecht angeeignet, um damit weiter Geschäfte machen zu können. Dies erfülle den Tatbestand des unlauteren Wettbewerbs und der Insolvenzverschleppung.
Der Ex-Chef der MEG AG musste am 22. Dezember 2010 an die Allianz Krankenversicherung 125.000 Euro zurückzahlen. Dabei handelte es sich um Vorschüsse bzw. Provisionen, die die Allianz AG der MEG AG für künftige Vertragsabschlüsse vorausbezahlt hatte, die schließlich nicht erzielt wurden.
Göker musste sich am 31. Mai 2011 erneut vor Gericht verantworten. Die Staatsanwaltschaft warf Göker Untreue vor, da er von einem Organisationsdirektor der MEG Provisionszahlungen von 20.500 Euro in bar entgegengenommen haben soll. Göker hätte das Geld an die MEG oder den späteren Insolvenzverwalter weiterleiten müssen, was laut Anklage jedoch nicht erfolgt ist. Im September 2011 wurde er dafür in Abwesenheit zu einer Bewährungsstrafe von sechs Monaten verurteilt. Göker legte gegen das Urteil in erster Instanz Berufung ein. Dieses Verfahren wurde im September 2012 eingestellt, da stattdessen eine weitaus schwerwiegendere Anklage wegen unerlaubten Handels mit Datensätzen erhoben werden sollte.
Im Februar 2012 erhob die Staatsanwaltschaft Kassel Anklage wegen gewerbsmäßigen Betruges. Göker wurde vorgeworfen, einem Mitarbeiter sowie dessen Gattin wegen Insolvenz willkürlich überhöhte bzw. niedrige Gehälter gezahlt zu haben, um deren Pfändung zu umgehen. Die Gehälter standen somit der Insolvenzmasse und dadurch den Gläubigern nicht mehr zur Verfügung.
Von November 2012 bis Ende Mai 2013 befand sich der frühere Generalbevollmächtigte der MEG und Stellvertreter Gökers, Vincent Ho, im Gefängnis Kassel-Wehlheiden in Untersuchungshaft. Die Staatsanwaltschaft wirft ihm Betrug, Verrat von Betriebs- und Geschäftsgeheimnissen sowie das Beiseiteschaffen von Geschäftsdaten vor. Letzteres soll er gemeinsam mit dem früheren MEG-Chef begangen haben. Im März 2013 wurden bundesweit Durchsuchungen bei ehemaligen Geschäftspartnern Gökers durchgeführt. Ende April 2013 erhob die Staatsanwaltschaft Kassel die Anklage wegen des Verdachts des gewerbsmäßigen Verrats von Betriebs- und Geschäftsgeheimnissen und des Verstoßes gegen das Bundesdatenschutzgesetz.
Ende Februar 2015 forderte der Versicherer AXA vor dem Landgericht Kassel von Göker 2,6 von 3,1 Millionen Euro insgesamt geleisteten Vorschüssen zurück. Das Unternehmen beruft sich dabei auf den Courtagehaftungsanspruch gegenüber dem ehemaligen Vorstandes der MEG AG.
Göker setzte sich in die Türkei ab. Ein internationaler Haftbefehl gegen Göker konnte nicht vollstreckt werden, da mit der Türkei kein Auslieferungsabkommen besteht. Die Hauptverhandlung begann am 8. März 2018 vor dem Landgericht Kassel, dort kündigte Gökers Anwalt das Nichterscheinen seines Mandanten an.
Im Februar 2021 hob das Landgericht Kassel den Haftbefehl gegen Göker auf, da dieser nicht mehr verhältnismäßig sei. Die Staatsanwaltschaft legte dagegen Beschwerde ein.

## Buch und Film
Der Film Versicherungsvertreter – Die erstaunliche Karriere des Mehmet Göker hatte am 19. Oktober 2011 beim Internationalen Dokumentarfilmfestival in Leipzig Premiere. Gedreht hat die Dokumentation der Kasseler Filmemacher Klaus Stern.
Am 8. November 2011 hatte der Film Premiere in Kassel. Das Gloria-Kino zeigte den Dokumentarfilm über Mehmet Göker als Auftakt zum Kasseler Dokumentarfilm- und Videofest. Am 20. November erschien Göker selbst im Bali-Kino, um sich den Film anzusehen.
2015 ist Versicherungsvertreter 2 – Mehmet Göker macht weiter erschienen, welcher sich mit seinen Tätigkeiten aus der Türkei heraus beschäftigt. Im gleichen Jahr erschien seine Autobiografie Die Wahnsinnskarriere des Mehmet E. Göker, geschrieben mit dem Journalisten Christian Schommers.

## Sponsorentätigkeit
Als Göker die MEG (später MEG24/MEG AG) leitete, agierte das Unternehmen als Sponsor einiger Sportvereine und einzelner Sportler.
KSV Hessen Kassel
Das umfangreichste Sponsoring fand bei dem Kasseler Fußballverein KSV Hessen Kassel statt. Er stellte Trikots, gemietete Busse sowie sechsstellige Geldspenden zur Verfügung. Am 9. Juni 2008 gab Göker seine Zusage, neuer Vorstandschef des KSV Hessen Kassel zu werden, nachdem der Vertrag mit dem bisherigen Chef Marc Arnold aufgelöst worden war. Dieser wechselte nach Braunschweig. Am 16. Juni 2008 bei der Jahreshauptversammlung des KSV Hessen Kassel zog er seine Zusage zurück. Er begründete diese Entscheidung damit, dass er übler Beschimpfung ausgesetzt gewesen sei, die auch seine Familie erreicht haben soll. Zitat Mehmet E. Göker vom 16. Juni 2008: „Ich stehe für kein Amt beim KSV mehr zur Verfügung“. Kurz darauf beendete der Vorstand des KSV Hessen Kassel das Sponsoring mit der MEG AG mit sofortiger Wirkung. Dies sei geschehen, um die Glaubwürdigkeit des Vereines wiederherzustellen.
BG/MEG Göttingen
Im März 2009 sicherte sich Mehmet Göker durch einen Sponsorenvertrag die Namensrechte des Göttinger Basketball-Bundesligisten MEG Göttingen. Nach anfänglichem Desinteresse entschied sich Göker schließlich doch für ein Sponsoring. Dazu sagte er: „Der Göttinger Basketball hat sich so gut entwickelt, dass sich die MEG mittlerweile sehr gut damit identifizieren kann.“ Im September 2009 endete das Sponsoring und somit auch die Namensgebung. Der Verein hieß dann wieder BG Göttingen.
VfB Süsterfeld
Im Jahr 2008 wurde Mehmet Göker Vorsitzender des Sportvereins VfB Süsterfeld. Ferner wurden weitere Positionen im Vorstand des Vereins mit leitenden Mitarbeitern der MEG AG besetzt. Zudem wurde die MEG AG alleiniger Hauptsponsor. Zu dieser Zeit ahnte der Verein nicht, dass der Vorstandschef und alleinige Geldgeber ein Jahr später sein Unternehmen verlieren und kein Geld mehr zur Verfügung stellen würde. Nachdem Göker als Geldgeber weggefallen war, musste der VfB Insolvenz anmelden.
Der Insolvenzantrag wurde im Dezember 2010 vom Amtsgericht Kassel mit der Begründung abgelehnt, das Vereinsvermögen reiche nicht einmal für die Deckung der Verfahrenskosten. Der ehemalige Pressesprecher des Vereins, Frank Dietrich sagte zu dem Fall: „Die Schulden belaufen sich nach meiner Kenntnis aber auf mindestens 300.000 Euro“.
Der Verein stand vor seiner Auflösung. Außerdem wurden gegen Mitglieder des ehemaligen Vereinsvorstands Ermittlungsverfahren eingeleitet. Sie werden von der Kasseler Staatsanwaltschaft der Steuerhinterziehung und Nichtabführung von Sozialversicherungsbeiträgen bezichtigt.

## Dokumentationen
- Klaus Stern: Versicherungsvertreter – Die erstaunliche Karriere des Mehmet Göker, 2011.
- System Größenwahn – Mehmet Göker und die Geschäfte der Versicherer. Dokumentation von Oliver Schmid und Christian Landrebe, ca. 45 Minuten, Hessischer Rundfunk, Erstausstrahlung am 20. März 2012 (Online).
- Klaus Stern: Versicherungsvertreter 2 – Mehmet Göker macht weiter, 2015. Unter dem Titel: Wie Versicherungsmakler Mehmet Göker einer Haftstrafe entgeht (2015 | WDR Doku) am 22. Juli 2021 ausgestrahlt vom WDR, YouTube
- „Erfolgscoach“ Mehmet Göker: Zockt er wieder ab? In: STRG F, YouTube, 2. März 2021 (31 Min.)
- Reich durch Telefonabzocke - Undercover im System Göker (Johannes Lenz und Annkathrin Weis mit Tamer Bakiner 30 min) Quelle: Undercover bei Mehmet Göker: Reich durch Telefonabzocke - ZDFmediathek
- Die neue Masche von Mehmet Göker  In: Die Spur, YouTube, 9. Juli 2024 (30 Min.)